# Salicarus
Salicarus is een geslacht van wantsen uit de familie blindwantsen. Het geslacht werd voor het eerst wetenschappelijk beschreven door Izyaslav M. Kerzhner in 1962.

## Soorten
Het genus bevat de volgende soorten:

- Salicarus atlanticus (Wagner, 1963)
- Salicarus basalis (Reuter, 1878)
- Salicarus bimaculatus Zheng and H. Li., 1991
- Salicarus concinnus V. Putshkov, 1977
- Salicarus fulvicornis (Jakovlev, 1889)
- Salicarus halimodendri V. Putshkov, 1977
- Salicarus pusillus (Reuter, 1878)
- Salicarus qiliananus (Zheng and X. Li., 1996)
- Salicarus roseri (Herrich-Schaeffer, 1838)
- Salicarus urnammu Linnavuori, 1984